# Izraelští Drúzové
Izraelští Drúzové (hebrejsky דרוזים בישראל, Druzim be-Jisra'el, arabsky الدروز الإسرائيليون) je nábožensko-etnická skupina v Izraeli, tvořená drúzským obyvatelstvem. Žijí v několika vesnicích a městech v severní části státu, čtyři drúzská města se nachází na okupovaných Golanských výšinách.

## Historie Drúzů v Izraeli

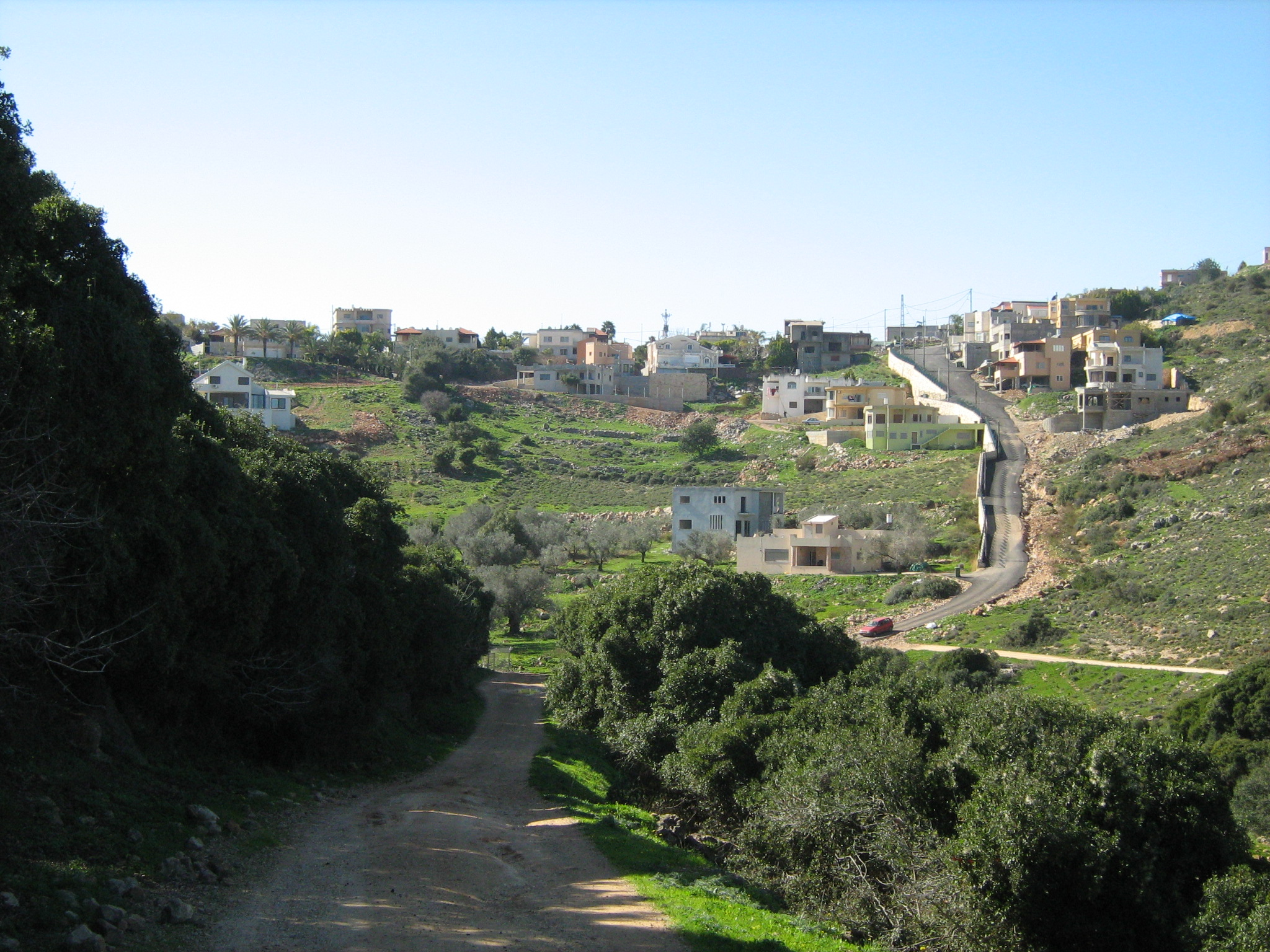
Drúzské město Isfija

Drúzské náboženství se vydělilo již v raném středověku z islámu. Vzešlo z ismailitské větve ší'itského islámu a přijalo některé další vlivy, například z řecké filozofie. Zhruba od roku 1050 se drúzská komunita uzavřela vnějším vlivům a odmítla proselytismus. Již v té době žili Drúzové v oblastech nynějšího severního Izraele. Významné komunity se nacházely v dnešním Libanonu a jižní Sýrii. V období britské mandátní Palestiny si Drúzové na území dnešního Izraele udržovali odstup od arabsko-židovského konfliktu. Během izraelské války za nezávislost v roce 1948 se pak připojili k židovským silám a drúzská jednotka dokonce bojovala na straně Izraelců.
Drúzové mají v Izraeli status samostatné náboženské komunity se svými náboženskými soudy v otázkách rodinného a náboženského práva. Statisticky a jazykově jsou řazeni do komunity izraelských Arabů, odlišují se od nich ovšem nejen svou náboženskou identitou, ale i postojem k státu Izrael. Drúzové převážně slouží v izraelské armádě, označují se za loajální občany Izraele a nehlásí se k arabskému (palestinskému) národnímu hnutí. Odlišný je postoj Drúzů na okupovaných Golanských výšinách, kteří z velké části i po anexi Golan roku 1981 odmítli přijmout izraelské občanství a nadále se deklarují jako loajální občané Sýrie.
Drúzové v Izraeli disponují vlastním školským systémem. Zatímco v roce 1948/1949 navštěvovalo školy jen 981 Drúzů, počátkem 21. století již více než 30 000. Tvoří 2,3 % veškerých studentů v Izraeli, zatímco jejich podíl na celkové populaci dosahuje jen 1,6 %. Výrazným způsobem jsou Drúzové integrováni do izraelské armády. Od roku 1956 slouží Drúzové povinně v armádě, v níž existuje i drúzský prapor Cherev založený roku 1974. Drúzové nicméně slouží i v mnoha jiných jednotkách a to i na velitelských postech. Jusef Mišleb se roku 2001 stal prvním drúzským generálmajorem. Drúzové jsou také aktivní v politice. Sálih Taríf počátkem 21. století sloužil jako první ministr drúzského původu v izraelské vládě, dalším výrazným politikem je Ajúb Qará, člen Likudu.
V Izraeli se nachází několik drúzských svatyň. Nejvýznamnější je hrobka proroka Jetra poblíž Tiberiasu.

## Demografie
Podle Izraelského statistického úřadu žilo v Izraeli k 31. prosinci 2014 135 400 Drúzů, z toho 109 000 v Severním distriktu a 25 400 v Haifském distriktu.

## Drúzská (a částečně drúzská) sídla v Izraeli
v pohoří Karmel
- Dalijat al-Karmel
- Isfija (podíl Drúzů cca 80 %)

v severním Izraeli
- Abu Snan (podíl Drúzů cca 35 %)
- Bejt Džan
- Džulis
- Ejn al-Asad
- Churfejš
- Januch-Džat
- Jirka
- Kisra-Sumej (podíl Drúzů cca 95 %)
- Maghar (podíl Drúzů cca 55 %)
- Peki'in (podíl Drúzů cca 75 %)
- Rama (podíl Drúzů cca 30 %)
- Sadžur
- Šfar'am (podíl Drúzů cca 15 %)

na Golanských výšinách
- Ejn Kinije
- Buk'ata
- Madždal Šams
- Mas'ade